# نینگیو

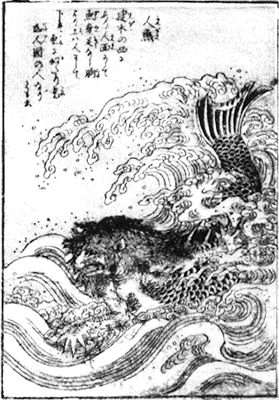
نینگیو

نینگیو (به ژاپنی: 人魚 به معنی: آدم‌ماهی) در فرهنگ تودهٔ ژاپنی یک ماهی زن است که بدبختی را می‌راند و نگهدار آرامش و ایمنی است . قدیم‌ها، او را دارای دهانی همچون میمون، دندان‌های کوچک ماهی-مانند، پولک‌های طلائی و درخشان، و آوازی نازک چون صدای فلوت وصف می‌کردند. گوشت او خوشمزه است و هر که آن را بخورد عمرش دراز خواهد شد. ولی شکار نینگیو باعث توفان و بدبختی است، و برای همین است که ماهیگیران هنگامی که نینگیو در دامشان می‌افتد او را آزاد می‌کنند. اگر نینگیو به ساحل رانده شود ( به فعل دریا)، این یک فال بدی است و معنی‌اش اینست که جنگی یا فاجعه‌ای در راه است.
یکی از مشهورترین داستان‌های دربارهٔ نینگیو به نام هاپّیاکیا بیکونی (八百比丘尼 "هشتصد سال راهبهٔ بودائی") است .
داستان می‌گوید که در قدیم ماهیگیری در واکاسا زندگی می‌کرد و ایشان روزی ماهی غریبی صید کرد که در همهٔ مدت زمانی که در دریا گذرانده بود، هیچ وقت چنین ماهی‌ای را ندیده بود . برای همین دوستانش را مهمان کرد تا گوشت این ماهی غریب را آزمایش کنند .
یکی از مهمانان زیر چشمی آشپزخانه را دید و ملاحظه کرد که سر ماهی به سر انسان شبیه می‌ماند، و سپس بی‌آنکه میزبانشان بداند بقیهٔ مهمانان را آگاه کرد که گوشت ماهی را نخورند . وقتی که ماهیگیر ماهی را کباب و تقدیم کرد، هر کدام از مهمانان مخفیانه گوشت ماهی را پنهان کردند تا هنگام برگشتن به خانه‌هایشان آن را دور بیندازند .
از قضا مهمانی بر اثر نوشیدن بیش از حد ساکی مست گشت و فراموش کرد که گوشت را دور بیندازد . این مرد دختری کوچک داشت، که هنگام برگشتن پدرش از او هدیه‌ای طلب کرد که پدرش آن گوشت را به وی داد . دخترش شروع به خوردن کرد و هنگامی آن مرد به هوش آمد و دربارهٔ گوشت یادش آمد که دخترش همهٔ آن را خورده بود . ولی چون دید که هیچ اثر بدی بر دخترش نیست دیگر نگران نشد .
سالها گذشت و آن دختر بزرگ شد و عروسی کرد . اما هر چه زمان می گذشت او پیر نمی‌شد وهمچنان جوان ماند! سال‌ها گدشت و شوهرش مرد . پس از سال‌هائی جوانی و بیوگی دوباره و دوباره، او قرار گرفت که راهبه شود در زمین سیاحت کرد و به سرزمینهای گوناگونی سفر کرد . سرانجام او به میهنش واکاسا برگشت و در آنجا پس از ۸۰۰ سال زندگی مرد .